# معركة تلعفر (2017)
معركة تحرير تلعفر أو كما أسماها رئيس الوزراء العراقي حيدر العبادي «قادمون يا تلعفر»، هو هجوم مشترك لقوات الأمن العراقية لاستعادة السيطرة على مدينة تلعفر من تنظيم الدولة الإسلامية (داعش). بدأت الحرب البرية في 20 آب 2017. وتهدف العملية إلى إنهاء وجود تنظيم الدولة الإسلامية في محافظة نينوى.

## الخلفية
تعتبر مدينة تلعفر مركز قضاء تلعفر، وهي تقع في وسط جزيرة نينوى، سيطر عليها تنظيم داعش في 25 حزيران 2014. في معركة خاضها مع لواء العقرب طالت يوم واحد فقط. أدى إلى نزوح أكثر من 70% من سكانها.

## القوات المشاركة في العملية
يشارك في المعركة عدة تشكيلات من قوات الأمن العراقية، من الجيش العراقي يشارك الفرقة التاسعة المدرعة والفرقة 15 والفرقة 16. ومن الشرطة الاتحادية يشارك فرقة الرد السريع والفرقة 6 والفرقة الالية. ومن جهاز مكافحة الإرهاب يشارك العمليات الخاصة وقيادة العمليات 1 و2. وطيران القوة الجوية العراقية وطيران التحالف الدولي. ومن الحشد الشعبي الالوية (2، 3، 4، 5، 6، 10، 11، 17، 26، 43، 47، 53).

## التسلسل الزمني للمعركة
- في 20 آب 2017 أعلن رئيس الوزراء العراقي حيدر العبادي بداية الهجوم لأستعادة مدينة تلعفر. وبعد الأعلان، باشرت القوات العراقية بفتح السواتر والتقدم نحو المدينة. وحررت القوات العراقية قرى حلاوة وأبو شكة شرق ناحية المحلبية وتل السمباك شرق قضاء تلعفر والسيطرة على الجزء الجنوبي لسلسة تلال زمبر وقطع طريق تلعفر-المحلبية، وتحرير قريتي العبرة الكبيرة والعبرة الصغيرة شمال غرب القضاء، وتحرير قرى قزل قيو وقرية كسر محراب في الجنوب الغربي لتلعفر، وتحرير قرى أبطيشة والعلم وخفاجه وحلبية العليا ومرازيف شرق تلعفر.[11]
- في 21 آب 2017 حررت القوات العراقية قرى تل رحال وجبارة وحسين ادريس والملا والمجيد جنوب غرب تلعفر، وحررت قرى تومي ومجارين وقطع طريق الكسك باتجاه ناحية المحلبية.[12]
- في 22 آب 2017 حررت القوات العراقية قرى طشتية وتل السمن وترمي وتقاطع الكسك ومصفى نفط الكسك وحررت قرى الخان غرب توم ومجارين وقرية الطينية جنوب المحلبية، وتمكنت القوات العراقية من اقتحام حي الكفاح أول احياء تلعفر، وحي السراي والنصر.
- في 23 آب 2017 حررت القوات العراقية حي الكفاح وحي التنك في مدينة تلعفر، وحررت قرية ملا جاسم والعاشق الأولى والثانية وسيطرت على طريق تقاطع الكسك باتجاه المحلبية، وحررت قرية شيخ إبراهيم وقرية عين الواح وقرية حمرة العرب وتسيطر على سلسلة جبال شيخ إبراهيم غرب ناحية المحلبية.
- في 24 آب 2017 حررت القوات العراقية حي النور الثاني وحي المعلمين وحي الجزيرة وحي الوحدة، وتسيطر على بناية المعهد التقني ومركز شرطة السراي وبناية الدفاع المدني، وتقتحم حي العروبة وحي النداء وحي الربيع.
- في 25 آب 2017 حررت القوات العراقية ناحية المحلبية بالكامل والمؤلفه من 13 حي ومنطقة وفتح الطريق الاستراتيجي من الكسك باتجاه صلاح الدين. وحررت القوات العراقية حي النداء وحي الخضراء وحي الطليعة وحي النصر وحي سعد وحي الجزيرة الجنوبي وحي العروبة الأولى وتسيطر على مقام خضر الياس ودائرة كهرباء تلعفر، وتقتحم حي القلعة الاثرية وحي الربيع وحسن كوي وحي العروبة الثانية وبساتين تلعفر. وبهذا تكون القوات العراقية قد حررت أكثر من نصف تلعفر.
- في 26 آب 2017 حررت القوات العراقية حي السلام وحي العروبة الثانية وحي القادسية الأولى والثانية وحي الربيع وحي المثنى الأولى والثانية، ومنطقتي حسن كوي والبواري، وحررت حي القلعة وبساتين تلعفر ومستشفى تلعفر. وحررت قرى عكابات ومشيرفة طه وعين صلبي والحمرة وبخور ومريشة ومذيرة وزمبر وتفرض السيطرة الكاملة على جبل شيخ إبراهيم وسلسلة جبال زمبر. وحررت قرى الدبونة والمزارع 1و2و3و4 وقرية أبو ماريا شرق تلعفر. وبهذا تكون القوات العراقية قد حررت أكثر من 90% من تلعفر.[13]
- في 27 آب 2017 حررت القوات العراقية حي العسكري وحي الصناعة الشمالية ومنطقة المعارض وبوابة تلعفر وقرية الرحمة وبذلك تم تحرير كافة احياء مدينة تلعفر، وتقتحم ناحية العياضية وتحرر قرى العلولية وخويتله وكصير والهارونية والفقة وقبك وحقول الدواجن والصاجعة والتمارات ومعسكر الكسك وتل محمد والوائلية ومعمل غاز تلعفر وقلعة الحدود ومعمل جص تلعفر والبشار والنخوة شرق العياضية، وقرى إبراهيم وتل واشي وتل ميرام وتل مضر غرب العياضية، وتفتح طريق الكسك باتجاه تلعفر وتصل إلى مشارف العياضية.
- في 28 آب 2017 حررت القوات العراقية سلسلة جبل ساسان جنوب ناحية العياضية.
- في 30 آب 2017 حررت القوات العراقية الجزء الشرقي لناحية العياضية وقرية قبق شمال العياضية وقرية قولاباش غرب العياضية.
- في 31 آب 2017 أعلن القائد العام للقوات المسلحة حيدر العبادي تحرير كامل قضاء تلعفر وانتهاء المعركة بالنصر.[14]

## الموقف العسكري للمحاور
| المحور                                           | خط الشروع                           | القرى المحررة                                                                          | الاحياء المحررة | الأهداف الحيوية                                                 | المساحة المحررة |
| ------------------------------------------------ | ----------------------------------- | -------------------------------------------------------------------------------------- | --- | --------------------------------------------------------------- | --------------- |
| محور جهاز مكافحة الإرهاب                         | من مطار تلعفر                       | 8 قرى (قزل قيو، قصر محراب، تل رحال، جبارة، حسين ادريس، الملالية، المجيد، قرة تبة)      | 7 احياء (الكفاح االجنوبي، الصناعه الجنوبية، المعلمين، النداء، الطليعة، القلعة، بساتين تلعفر) | سايلو تلعفر                                                     | 100كم2          |
| محور الشرطة الاتحادية والرد السريع والحشد الشعبي | من قرية عين الحصان الشمالي والجنوبي | 7 قرى (عبرة خنش، العبرة الكبيرة، العبرة الصغيرة، عبرة النجار، ترمبي، ملا جاسم، السادة) | 6 احياء (الكفاح الشمالي، الوحدة، حي سعد، الربيع، القادسية الأولى، القادسية الثانية) | مبنى تربية تلعفر محطة كهرباء تلعفر عدد من المدارس مستوصف المثنى | 115كم2          |
| محور الفرقة المدرعة التاسعة والحشد الشعبي        | من مطار تلعفر                       | 2 قرى (بسماك، الرحمة)                                                                  | 17 حي (الجزيرة الشمالي، الجزيرة الجنوبي، التنك، النور الأولى، النور الثانية، الخضراء، النصر، العروبة الأولى، العروبة الثانية، حسن كوي، السراي، السلام، المثنى الأولى، المثنى الثانية، العسكري، البواري، الصناعه الشمالية) | بوابة تلعفر المعهد التقني مستشفى تلعفر سلسلة جبال زمبر          | 90كم2           |

## معرض صور

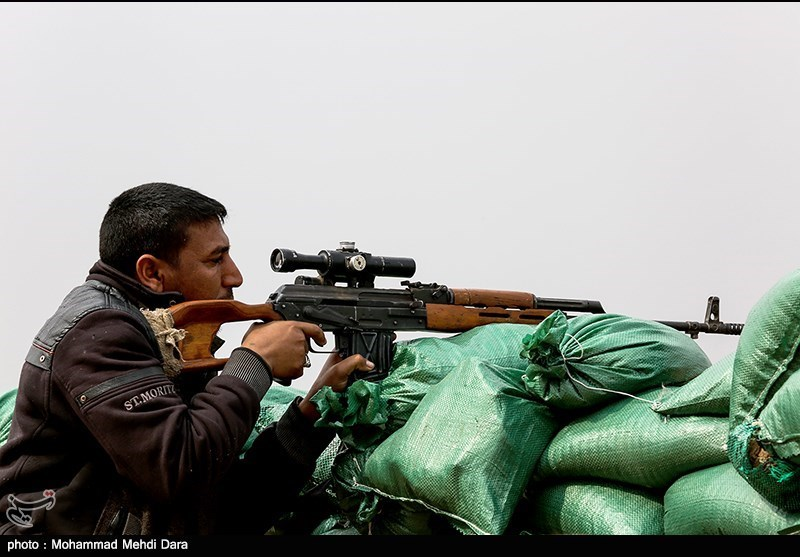
جزء من معركة تحرير تلعفر
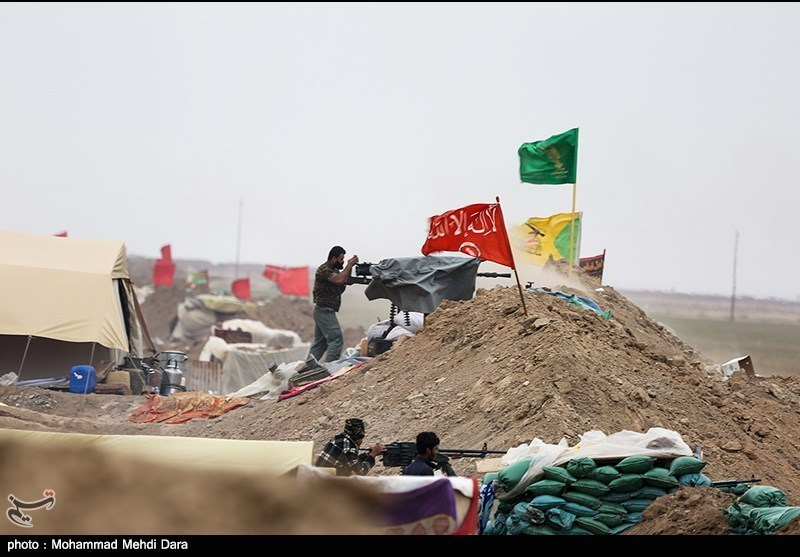
جزء من معركة تحرير تلعفر
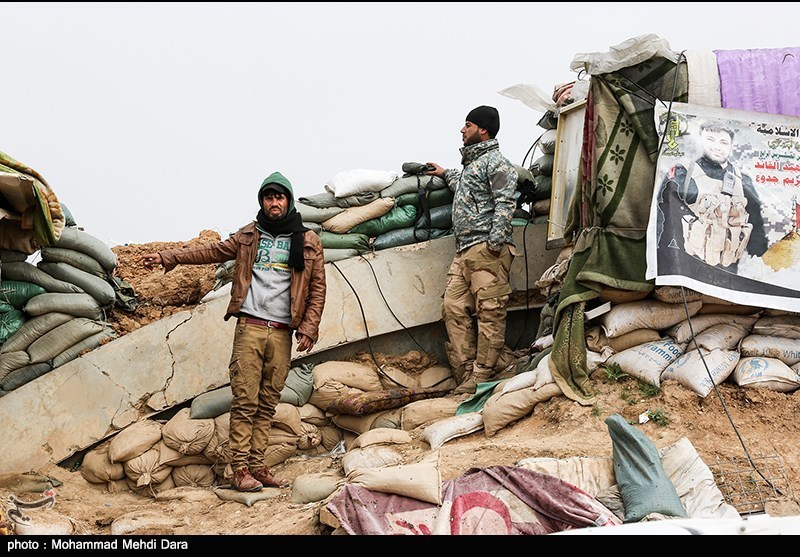
جزء من معركة تحرير تلعفر
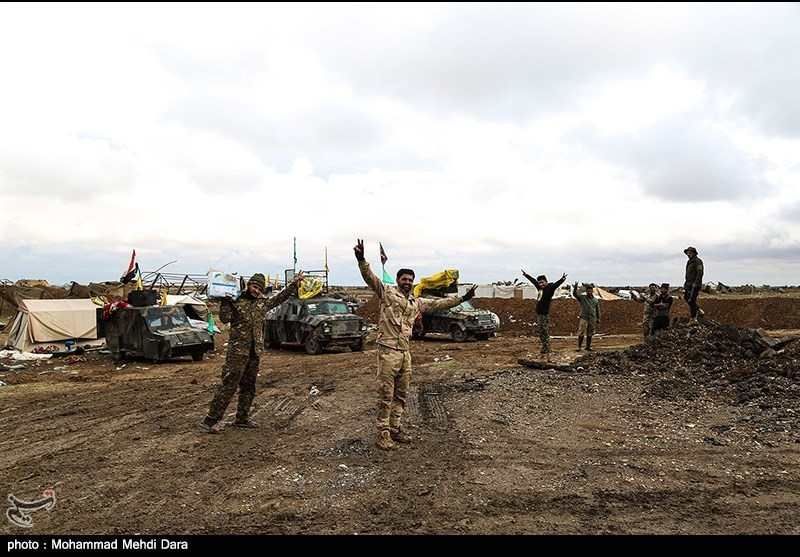
جزء من معركة تحرير تلعفر
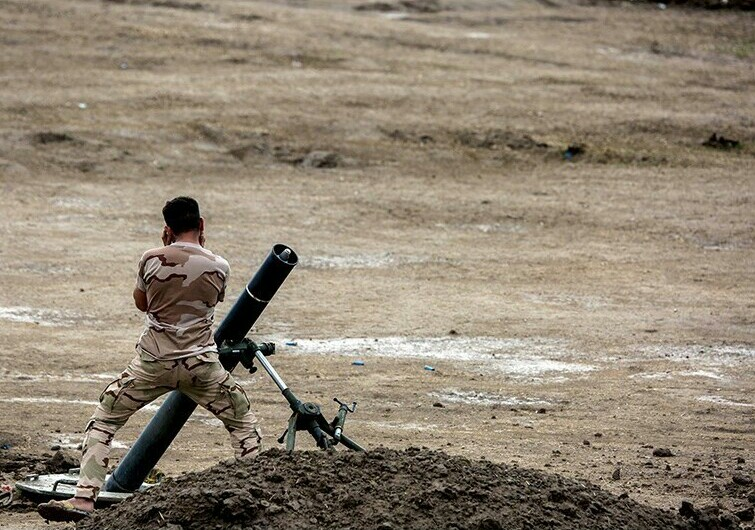
جزء من معركة تحرير تلعفر
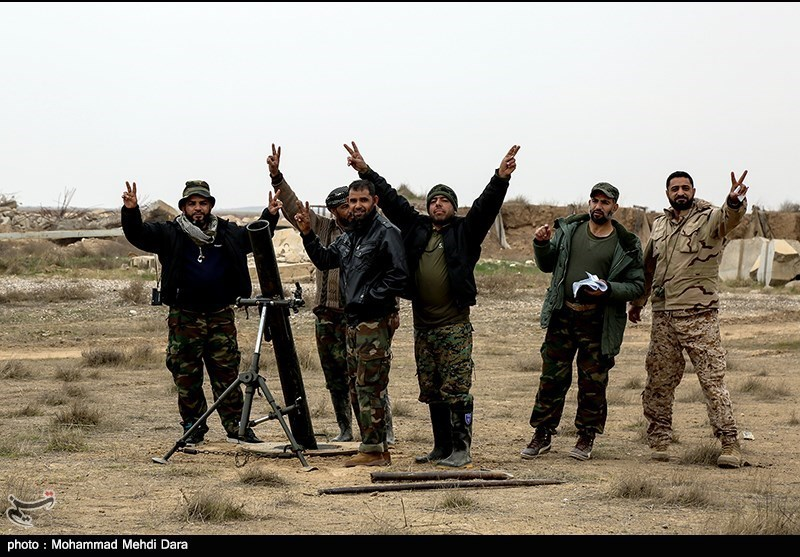
جزء من معركة تحرير تلعفر
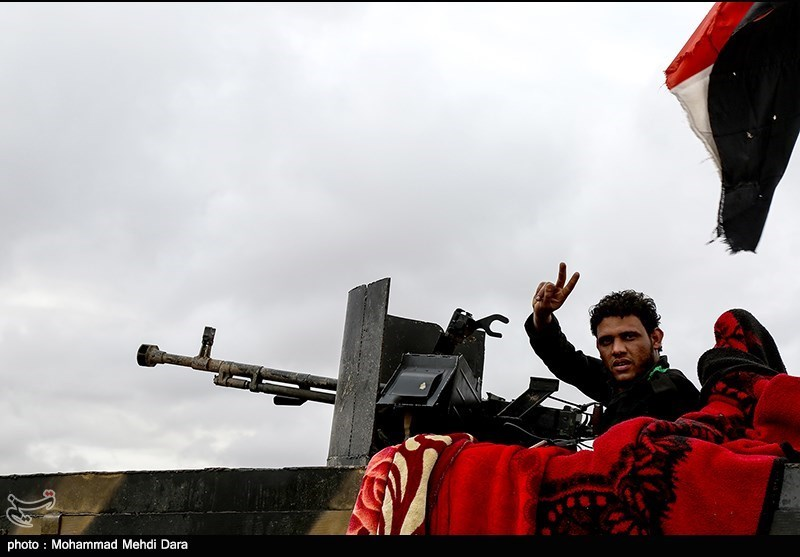
جزء من معركة تحرير تلعفر
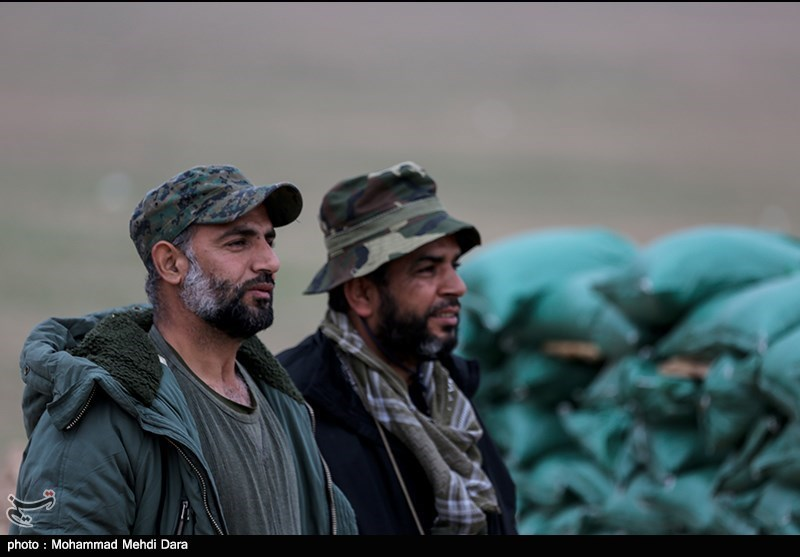
جزء من معركة تحرير تلعفر